# Robert Scharbach
Robert Scharbach (* 13. Mai 1890 in Kenzingen; † 4. April 1966 in Freiburg im Breisgau) war ein  Holz- und Steinbildhauer.

## Leben
Robert Scharbach  war im südbadischen Raum tätig und hatte bei Freiburg im Breisgau ein eigenes Atelier. Seine Arbeiten erstreckten sich auf religiöse Kunst, aber auch zeitgenössische Darstellungen und Holzbildnisse von Göttinnen (z. B. Justitia) oder den Brückenheiligen Nepomuk. Eine von ihm 1926 geschaffene Sandsteinskulptur des Nepomuk ist an einem Pfeiler der zur Höllentalbahn gehörenden Ravennabrücke angebracht.
Später arbeitete Robert Scharbach auch in der Schweiz, u. a. sieht man sein Werk „Maria mit Jesus auf dem Schoss“ in der katholischen Kirche in Zug. 
Robert Scharbach war Mitglied im BBK Südbaden. Er starb im Alter von 76 Jahren in Freiburg im Breisgau.

## Werke
- Brückenheiliger Nepomuk (Ravennabrücke im Höllental)
- Maria mit Jesuskind (Kath. Kirche Zug, 1952)